# オプションハンター
オプションハンターは、コナミ（→コナミデジタルエンタテインメント）のシューティングゲーム、グラディウスシリーズに登場する架空の兵器。バクテリアン軍のオプション捕獲兵器という設定となっている。「ハンター」や「オプハン」とも略される。
本項では他の『グラディウス』シリーズに登場する本機のバリエーション、類似した能力を持った機体も併せて記述する。

## 概要
初出は『グラディウスII -GOFERの野望-』で、オプションを4個全て装備した状態で一定時間が経過すると左端に出現する。警告音とともに左端でしばらく高さ（Y座標）を自機に合わせるような動きをした後、一定時間が経過すると右に直進する。直進中にオプションに触れた場合はそのオプションを奪って行く。そのオプションに追従するオプションも全て奪われるため、処理を誤るとオプションを4個全て失うことにもなる。
オプションを奪われると自機の攻撃力が下がるため一時的に厳しい局面に立たされることとなるが、一方で本シリーズに搭載されている難易度調整システムを利用して相対的な難易度を下げることもできる。具体的には意図的に何個か（多くは1個）オプションを取らせることで敵の攻撃を緩めさせたり、4個目のオプションを装備するタイミングを調整することでハンターの出現場所を回避しやすい地点にしたりする戦術を取ることができる。これは『ゲーメスト』（新声社）の『II』の攻略記事や攻略ビデオをはじめさまざまな攻略本などで紹介されている。ただし後述の通り『III』など全てのシリーズで有効であるとは限らない。
基本的に破壊不可能だが、シリーズによっては破壊可能な場合もある。それ以外にもシリーズにより外見などの細かい特性が異なる。
『II』6面の高速スクロール中など、規定の時間が経過しても出現しないよう設定されている箇所もある。

## シリーズでの登場例
MSX版グラディウスシリーズ
オプションハンターではなくオプションイーターが登場する。破壊可能だが、オプションが触れると食べられる（消される）。初登場した『沙羅曼蛇』の発売はアーケード版『II』のリリースよりも先のため、オプションハンターよりも先にオプションイーターが登場していたことになる。『ゴーファーの野望 エピソードII』ではラフレシア型の中ボスがアメーバ状のオプションイーターを高速で発射するが、無理に相手をする必要は無い存在だった。いずれもアーケード版とは動きが異なる。
グラディウスIII
「バスター」、「ゲス」、「カーン」という3種類のハンターが登場する。それぞれの特徴は
- バスター - 直進して移動する。メガクラッシュでのみ撃破可能。
- ゲス - 直進して移動する。通常ショットなどでも撃破可能。
- カーン - 蛇行して移動する。メガクラッシュでのみ撃破可能。

奪われたオプションはハンターを撃破することで取り返すことができる。
また『II』とは異なり、オプションを1つでも装備していると出現するため、『II』と全く同じ戦術を取ることはできない。ただし以上の特徴はアーケード版のみで、スーパーファミコン版ではメガクラッシュでもハンターを撃破できない。
グラディウス外伝
通常ステージ中に登場するほか、最終ステージにて（ほとんど攻撃してこない）最終ボスであるO.V.U.Mの直前に出現する。一度に大量に出現するため全て回避するのは困難で、たいていはオプションを奪われた状態で最終ボスに対峙することとなる。同様の演出は『グラディウス リバース』の最終ステージでも見られる。
極上パロディウス
5面（SDボスステージ）及びスペシャルステージに登場するウォン虫が現れる。パワーアップがオプションシステムではない機体のミカエル（および2Pのガブリエル）、こいつ（あいつ）は自機本体に直接触れられると1段階パワーダウンする。動きは直進のみ。
オトメディウス
バーサスミッション中に登場する。対戦相手がクイックバーストを使用すると、その時点での暫定順位に応じて、直進タイプ、蛇行タイプ、追尾タイプのいずれかが1体出現する。
体当たりする(自機もダメージとして扱われる)か、クイックバースト、ドラマティックバーストで破壊可能。一応ショット等でも破壊可能だが耐久力は非常に高い。奪われたオプションは、画面外に逃走する前に撃破に成功すれば放出され、取り返すことが可能になっている。
これ以外にも『遊☆戯☆王オフィシャルカードゲーム』にグラディウスシリーズのキャラクターとして登場している。